# Zamora (Aragua)
Zamora é um município da Venezuela localizado no estado de Aragua.
A capital do município é a cidade de Villa de Cura.